# Palaemonetes tonkinensis
Palaemonetes tonkinensis is een garnalensoort uit de familie van de Palaemonidae.